# The Lion King (gra komputerowa)
The Lion King – komputerowa gra platformowa oparta na disnejowskim filmie animowanym Król lew, wydana przez Virgin Interactive w 1994 roku. Gracz wciela się w niej w lwa Simbę, którego zadaniem jest pokonanie wuja Skazy, uzurpatora tronu królewskiego.

## Rozgrywka
Jest to typowa gra platformowa. Bohater, którym steruje gracz, może skakać, wspinać się, przeskakiwać z platformy na platformę itp. Wyjątkiem jest poziom „The Stampede”, gdzie bohater biegnie w stronę kamery, uciekając przed stadem antylop. W lewym górnym rogu ekranu znajduje się pasek ryku, który musi być napełniony, aby gracz mógł aktywować ryk zwiększający sprawność bohatera. W prawym górnym rogu położony jest pasek zdrowia, który w momencie osiągnięcia pułapu zera oznacza utratę życia. Utracone zdrowie można odzyskać poprzez zbieranie robaków. Gracz na poziomie trudności difficult ma do dyspozycji jedno życie, na poziomie medium 3 życia, a na poziomie easy 9 żyć. Maksymalnie gracz może posiadać 9 żyć.
W głównych poziomach gracz steruje Simbą, a w bonusowych Timonem i Pumbą.